# Аррак, Роберт Алексеевич
Роберт Аррак (эст. Robert Arrak; 1 апреля 1999, Таллин, Эстония) — эстонский хоккеист, крайний нападающий сборной Эстонии и австрийского клуба «Ред Булл».

## Карьера

### Клубная
В детском возрасте занимался хоккеем в Санкт-Петербурге. Аррак выступал в первенстве города за юношеские команды «Серебряных Львов» и «Варягов». В 14 лет переехал в Финляндию, где он четыре года находился в системе клуба «Эспоо Блюз». В 2016 году нападающий переехал в США, где он провел один сезон главной юниорской лиге страны за «Сидар-Рапидс Рафрайдерс». Центральное скаутское бюро НХЛ включало Аррака в список предварительного драфта лиги 2017 года, но в окончательный состав он не вошел.
Вскоре талантливый форвард вернулся в Финляндию, где он некоторое время выступал за молодежный состав «Йокерита». В 2018 году Аррак заключил контракт со «Спорт» и вскоре он дебютировал в его составе в СМ-Лиге.

### Сборная
Роберт Аррак прошёл все юниорские сборные своей страны. Уже в 16 лет он дебютировал за взрослую национальную команду в квалификации на Олимпиаду в Пхёнчхане. В 2017 году нападающий впервые сыграл за сборную на Чемпионате мира по хоккею с шайбой в Первом дивизионе.